# Altajski okraj
Altajski okraj (rusko Алта́йский край, latinizirano: Altaysky kray, dob. 'ɐlˈtajskʲɪj kraj') je federalni subjekt Rusije (okraj). V smeri ure meji na zahodu na Kazahstan (Vzhodnokazahstanska oblast in Pavlodarska oblast), Novosibirsko in Kemerovsko oblast ter Altajsko republiko. Upravni center okraja je mesto Barnaul. Leta 2010 je imel okraj 2.163.693 prebivalcev.
Okraj je poimenovan po gorovju Altaj.

## Geografija
Altajski okraj ima položna vznožja, travišča, jezera, reke in gore. Najvišja točka okraja je 2490 m visoka gora Majak Šangina.
Podnebje je ostro, z dolgimi mrzlimi zimami in vročimi, običajno suhimi, poletji. Največja reka v okraju je Ob, po katerem je poimenovana Obska planota. Pomembni sta tudi reki Bija in Katun. Največja jezera so Kulunda, Kučuk, Veliko Topolnoje in Mihajlov.
Altajski okraj je bogat z naravnimi viri, kot so les in mineralni viri, kot denimo svinec, mangan, volfram, molibden, boksit, zlato in železova ruda. Gozdovi pokrivajo okrog 60.000² km okraja.
Ta del Sibirije je izjemno pomemben zaradi biodiverzitete – območje več kot 1,6 mio hektarov (16.000 km²) je del Unescove Svetovne dediščine. Na tem območju živijo redke živali, kot je ogroženi snežni leopard.

## Zgodovina
V Denisovi jami v Altajskem okraju so bili najdeni kostni fragmenti človečnjaka denisovca.
V antičnem svetu je bilo to območje veliko presečišče poti. Nomadska plemena so v času selitev prečkala to območje. Ta nomadska plemena so sestavljali različni ljudje. Arheološka najdišča kažejo, da so na tem območju živeli antični ljudje. Altajski ljudje so turško ljudstvo, katerih del se je tu naselil, ki so bili sprva nomadska in segajo nazaj v 2. tisočletje pr. n. št.
Območje okraja so nadzorovali imperij Šjongnu (209 pr. n. št.–93), Rouranski kaganat (330–555), Mongolsko cesarstvo (1206–1368), Zlata horda, Severni Juan (1368–1691) in Zungharski kanat (1634–1758).